# Tomocerus lamelliger
Tomocerus lamelliger is een springstaartensoort uit de familie van de Tomoceridae. De wetenschappelijke naam van de soort is voor het eerst geldig gepubliceerd in 1903 door Börner.